# Terina reliqua
Terina reliqua är en fjärilsart som beskrevs av Louis Beethoven Prout 1925. Terina reliqua ingår i släktet Terina och familjen mätare. Inga underarter finns listade i Catalogue of Life.